# 孔迪镇

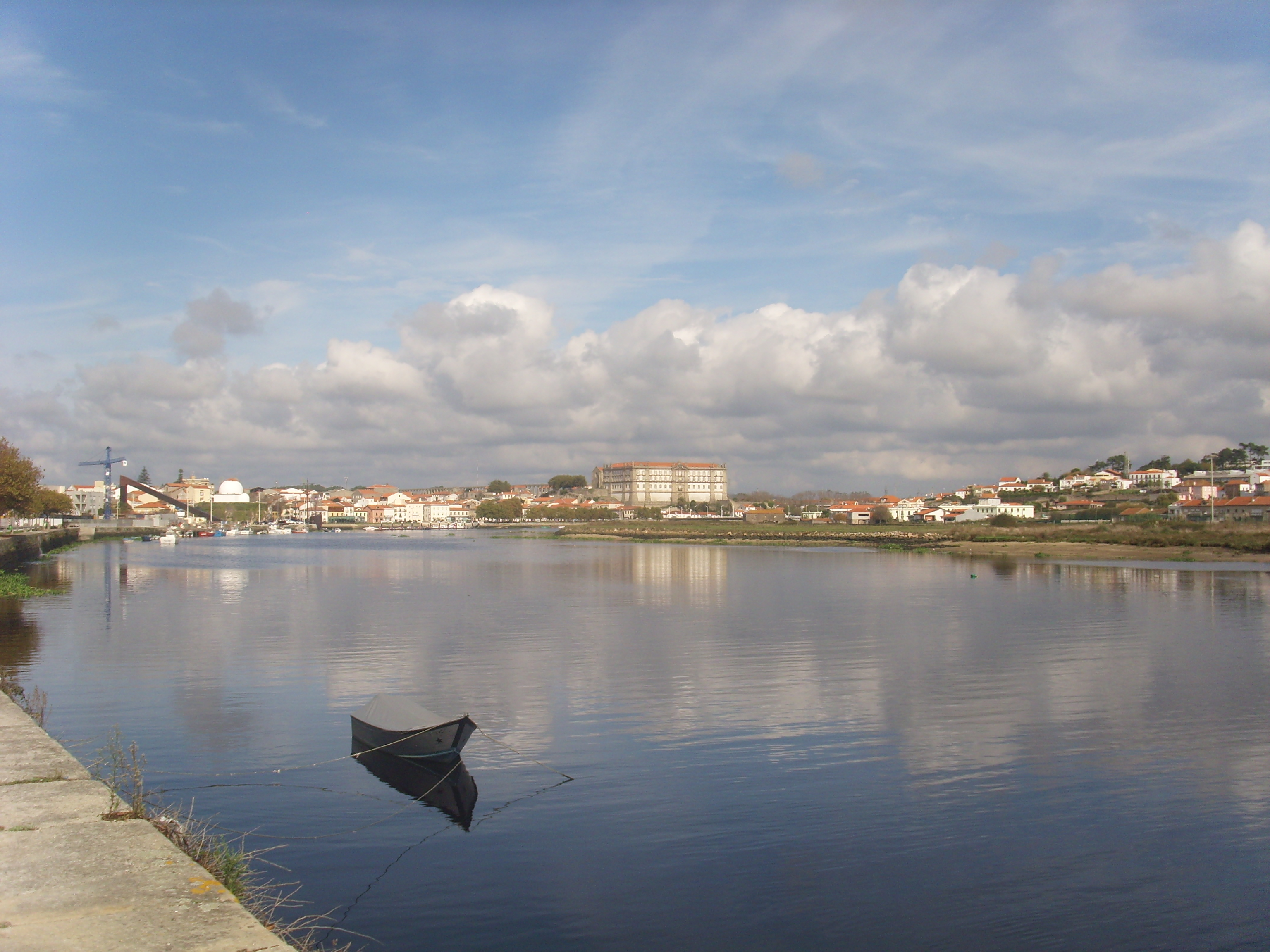
孔迪镇

孔迪镇（葡萄牙语：Vila do Conde），是葡萄牙西北部的一个城市。总面积149.03平方公里，总人口79,390人(2011年)，人口密度496.92人/平方公里。该地海拔49米。